# Hartemita chapini
Hartemita chapini är en stekelart som först beskrevs av Mao 1945.  Hartemita chapini ingår i släktet Hartemita och familjen bracksteklar. Inga underarter finns listade i Catalogue of Life.